# Apalachicola
Apalachicola (anglicky Apalachicola River) je řeka protékající státem Florida na jihovýchodě USA. Je přibližně 160 km dlouhá od soutoku zdrojnic, přičemž od pramenů delší zdrojnice Chattahoochee měří 820 km. Povodí má rozlohu 51 800 km².

## Průběh toku
Vzniká na hranici států Georgie a Floridy soutokem řek Chattahoochee a Flint, které pramení v jižních výběžcích Appalačského pohoří. V místě soutoku zdrojnic se od roku 1952 nachází vodní nádrž Lake Seminole, kterou zadržuje přehrada Jim Woodruff Dam. Apalachicola protéká Přimexickou nížinou a ústí do zálivu Apalachicola Mexického zálivu Atlantského oceánu.

## Vodní stav
Zdrojem vody jsou převážně dešťové srážky. Nejvyšších vodních stavů dosahuje od února do dubna, nejnižších naopak na podzim. Průměrný roční průtok vody činí 756 m³/s.

## Využití
Vodní doprava je možná po celé délce toku.